# Karl Ludwig Hencke
| 5 Astraea | 8 decembrie 1845 |
| 6 Hebe    | 1 iulie 1847     |

Karl Ludwig Hencke (n. 8 aprilie 1793, Driesen, Brandenburg, astăzi Drezdenko, Polonia - d. 21 septembrie 1866, Marienwerder, Prusia, astăzi Kwidzyn, Polonia) a fost un astronom amator german, de profesie diriginte de poștă. 
A descoperit 2 asteroizi (vezi tabelul din dreapta) pe baza cercetărilor din observatorul său privat de la nr. 9, Kietz (astăzi nr. 43, Kietzerstraße), Driesen. 

## In memoriam
Asteroidul 2005 Hencke, descoperit de astronomul elvețian Paul Wild la 2 septembrie 1973, la observatorul Zimmerwald, îi poartă numele, în sem de recunoaștere a meritelor sale în domeniul astronomiei.

## Atenție!
A nu se confunda Karl Ludwig Hencke cu Johann Franz Encke, un alt astronom german, director la Berliner Sternwarte, cu care a colaborat.